# Formulář

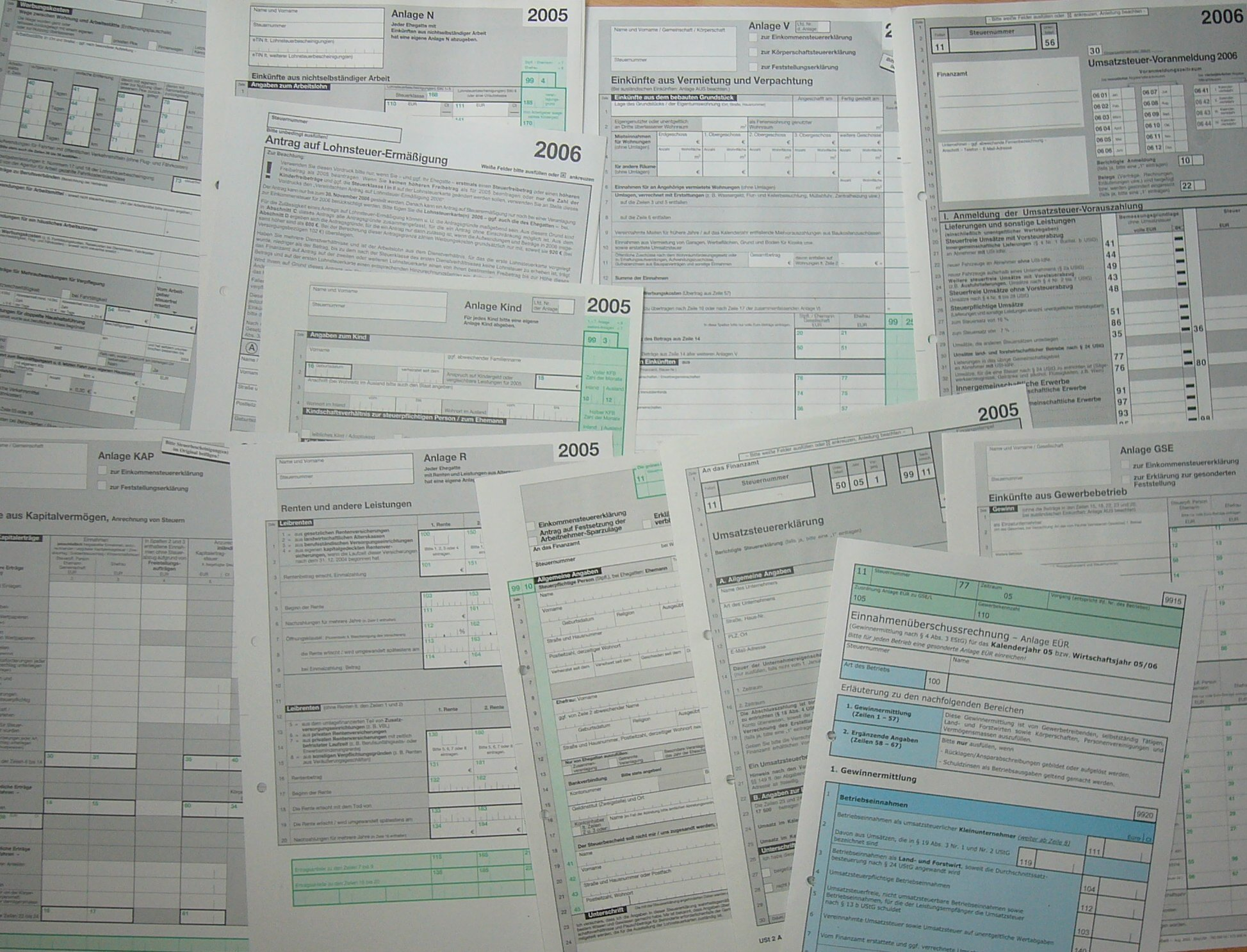
Různé formuláře.

Formulář označuje list papíru, listinný dokument, ve kterém je předtištěn text a další pomocné grafické údaje (rámečky, kolonky) pro písemné vyplnění různých dat a údajů. Jedná se o synonymum pro slova blanket, tiskopis, popřípadě dotazník.
Tištěné tiskopisy se vyskytují ve formě administrativních pomůcek v mnoha oborech lidské činnosti, v dnešní době bývají hlavní tištěné formuláře vyhotoveny tak, aby bylo možno provádět elektronické snímání (skenování), respektive čtení zapsaných údajů přímo do počítače. Z těchto důvodů je možno také některé tiskopisy opatřit i čárovým kódem apod.
V dnešní době může mít formulář i elektronickou podobu ve formě souboru (PDF, ZFO) nebo webové stránky. V tomto kontextu se také toto slovo používá i v dalších oblastech výpočetní techniky, kdy slovem formulář označujeme některé prvky uživatelského rozhraní mezi uživatelem počítače (operátorem) a programovým vybavením počítače, jenž obvykle slouží pro vstup a výstup dat na obrazovku (či jiné zobrazovací zařízení).

## Výhody formulářů
- méně pracné (formuláře jsou hromadně vytvořeny/tištěny)
  - vyplňování
  - výběrem možností
  - zaškrtáváním
- uživateli bývá napovězeno, jaké informace má poskytnout nebo jakou formou
- usnadněné zpracování (přehlednější nacházení odpovědí, nebo automatické zpracování – optické rozpoznávání, export hodnot)
- informace jsou shromažďovány písemně a mohou být znovu prozkoumány později (formulář může také obsahovat pole podpisu, které umožňuje převzít odpovědnost za přesnost poskytovaných informací)
- jednodušší úkoly (jako je shromažďování nebo distribuce dat), lze oddělit od kvalifikovanějších procesů, jako je například rozhodování. Vydávání a zpracování formulářů může být provedeno méně kvalifikovaným personálem nebo počítačem. Tím lze snížit náklady a zvýšit objem zpracování dat.

## Příklady formulářů
- daňové přiznání
- poštovní průvodka

#### Webové formuláře
- Kontaktní formulář pro dotazy
- Poptávkový formulář
- Registrační formulář
- Rezervační formulář
- Objednávkový formulář
- Dotazník
- Soutěžní formulář
- Hlasovací dotazník

Webové formuláře plní pro zadavatele především funkci sběru dat.